# Тормине (Верона)
Тормине је насеље у Италији у округу Верона, региону Венето.
Према процени из 2011. у насељу је живело 207 становника. Насеље се налази на надморској висини од 39 м.